# Altitalienische Kunst (Klimt)
Altitalienische Kunst ist ein Bild von Gustav Klimt in einem Zwickel- und Interkolumnienpaar an der Nordwand (rechts) im Stiegenhaus (Treppenhaus) des Kunsthistorischen Museums in Wien aus dem Jahr 1891.

## Entstehung
Klimt führte noch weitere Zwickel- und Interkolumnienbilder im Stiegenhaus aus: Römisches und Venezianisches Quattrocento, Griechische Antike und Aegypten und Florentinisches Cinquecento und Quattrocento.

## Beschreibung

### Motiv und Darstellungsweise

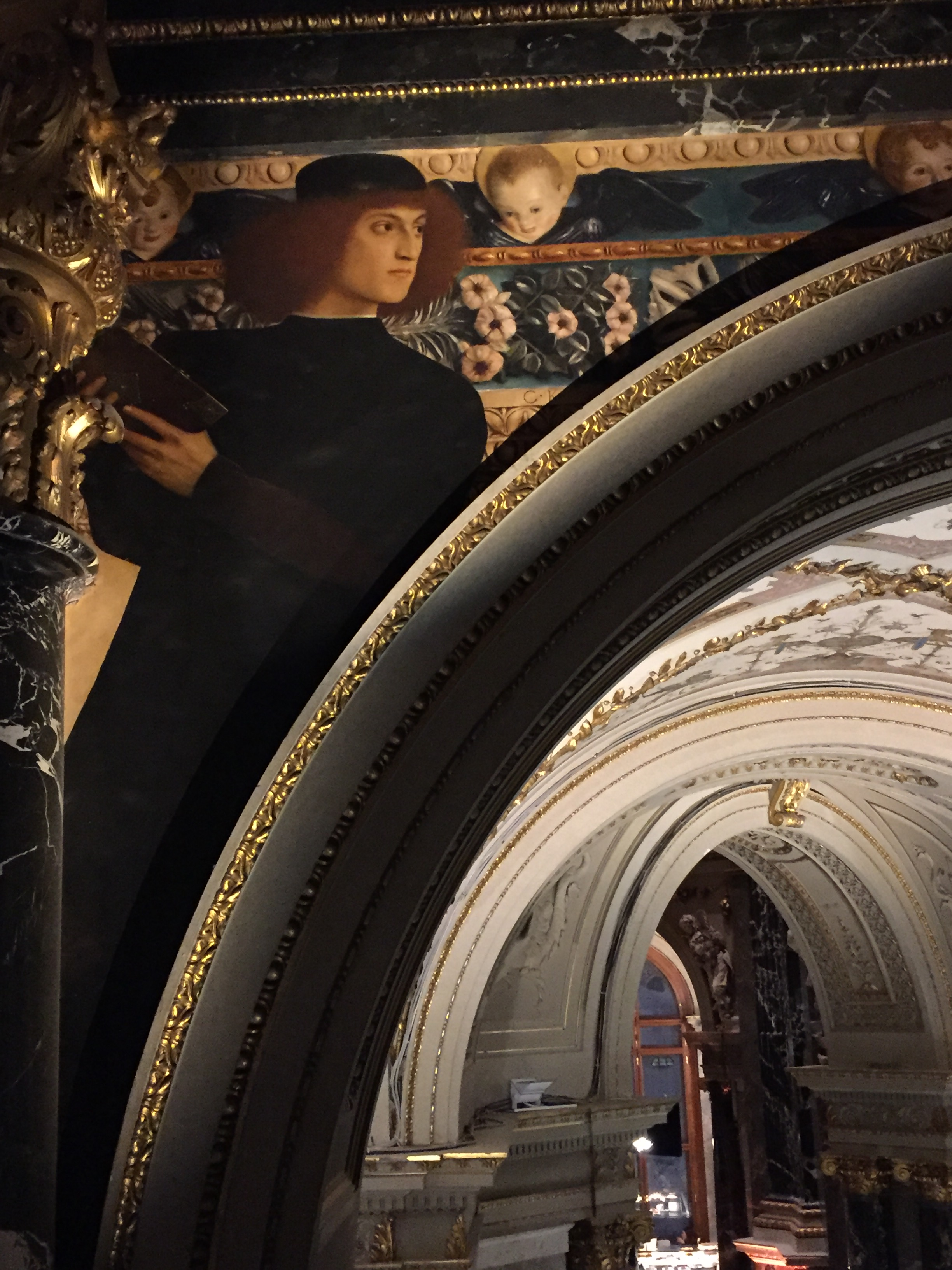
Linkes Zwickelbild

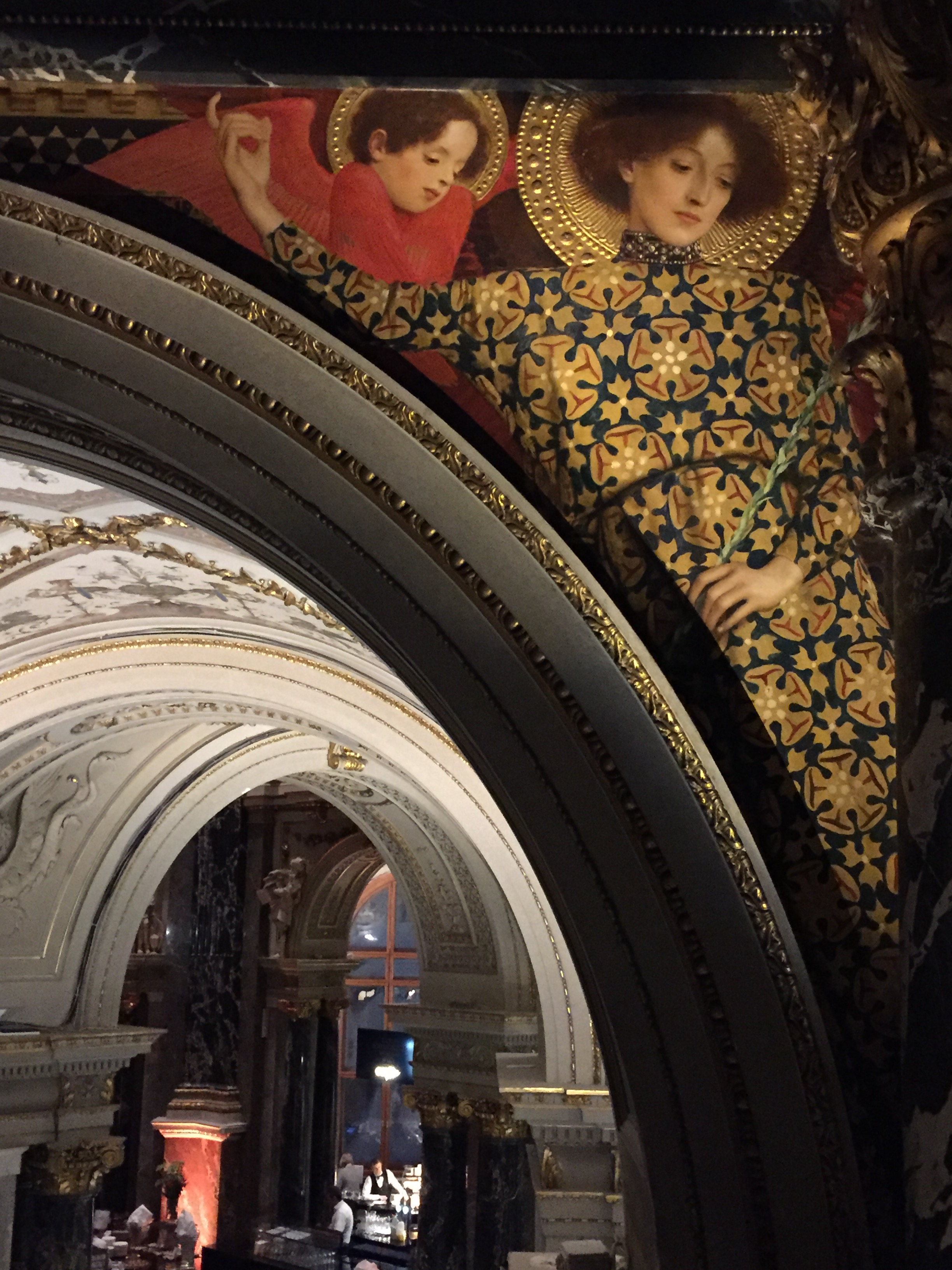
Rechtes Zwickelbild

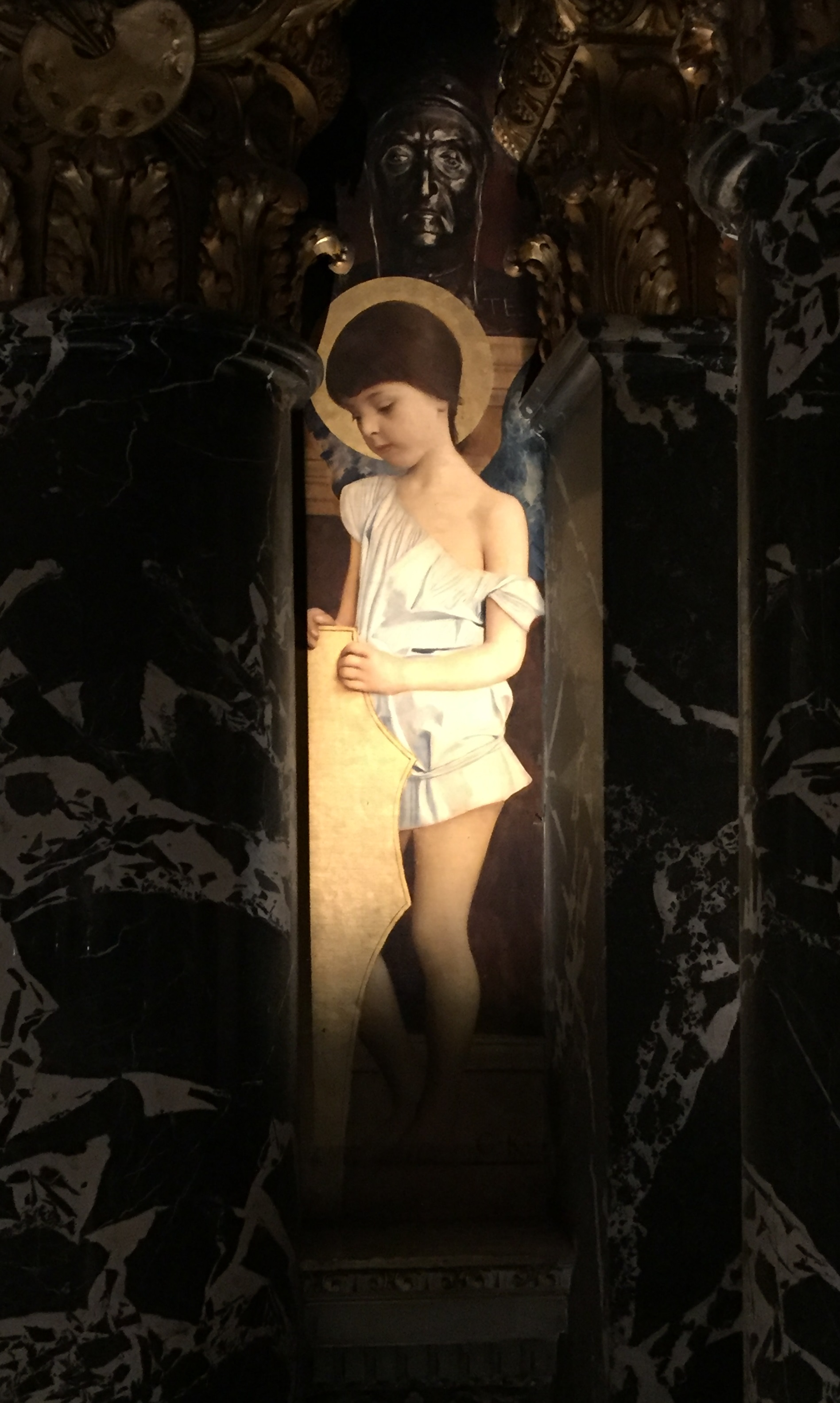
Interkolumnium

Im linken Zwickelbild lehnt sich ein schwarz gekleideter junger Mann stehend an den Bogen der Arkade. Als Fries ausgearbeitete Blumengirlanden bilden mit drei Engelsköpfen den Hintergrund. In den Händen hält der Jüngling ein aufgeschlagenes Buch, doch er liest nicht, sondern richtet seinen Kopf zum rechten Zwickelbild und betrachtet die dort stehende Frau. In ein mit Goldornamenten versehenes Kleid gehüllt, lehnt diese an der Arkade und hebt ihren rechten Arm mit lockendem Zeigefinger. In ihrer linken hält sie einen Lilienzweig. In der Beuge des erhobenen Armes erscheint ein Cherub mit roten Flügeln. Sowohl die Frau als auch der Cherub tragen einen punzierten Nimbus. Im Hintergrund sind Teile eines Frieses mit goldenen Ornamenten zu sehen. Das Kleid erscheint als von Mustern durchwirkte Fläche und erzeugt eine optische Trennung zum plastisch gemalten Kopf und den Händen der Frau.

Im Interkolumnium rechts steht vor einer dunklen Büste des Dante Alighieri ein Kind in Gestalt eines Engels mit Nimbus und goldenem Rossstirnschild. Es trägt ein leichtes, weißes Gewand, dessen linker Ärmel von der Schulter gleitet.
Die Frau, der Cherub sowie der Engel senken den Kopf und blicken nach unten.

Betrachtet man das rechte Zwickelbild samt angrenzendem Interkolumnium als rechte Seite und stellt diese dem linken Zwickelbild gegenüber, sind folgende Analogien im strukturellen Aufbau zu erkennen, die zwischen den Figuren eine Beziehung herstellen:
- dunkel gekleideter Jüngling (links) – dunkle Büste des Dante Alighieri (rechts)
- drei nimbierte Engelsköpfe auf dem Fries (links) – drei Personen mit nimbiertem Haupt (rechts)

### Deutung
Der Begriff altitalienisch wird vorwiegend in der Sprachwissenschaft eingesetzt, in Zusammenhang mit bildender Kunst ist sein Gebrauch ungewöhnlich. Tatsächlich scheint die optisch recht unauffällige Dante-Büste im Hintergrund des Interkolumniums den wichtigsten Hinweis auf den von einem literarischen Stoff beeinflussten Inhalt der Zwickelbilder zu liefern, denn zur Handlung der Göttlichen Komödie, dem Hauptwerk des Dichters, finden sich Parallelen in Klimts Darstellung der Altitalienischen Kunst. Die Analogien im strukturellen Aufbau der Bilder, wonach eine Verbindung zwischen der Büste und dem jungen Mann besteht, und man den Jüngling mit Dante als Figur der Divina Commedia gleichsetzen könnte, unterstreichen diese Theorie. Somit wäre die Frau im reich mit Blumenornamenten ausgestatteten Kleid eine Darstellung Dantes verstorbener Geliebten Beatrice, die in einer Wolke von Blumen zu ihm herabschwebt und ihn anschließend durch die himmlischen Sphären des Paradieses führt, was durch den lockenden Zeigefinger verdeutlicht wird. Der Blick nach unten betont ihre Position auf der himmlischen Ebene gemeinsam mit Engel und Cherub, dessen rotfarbene Flügel als Symbol für Liebe und Leidenschaft gedeutet werden können. Die Lilie steht vermutlich für die Reinheit Beatrices.
Eine Schulter des engelhaften Knaben im Interkolumnium ist entblößt, was als subtile erotische Darstellung und damit Anspielung auf die Rolle von Hetero- und Homosexualität in Dantens Werk interpretiert werden kann. Liebessündern jeglicher Art bleibt das Paradies letztlich doch nicht verwehrt.
Eine weitere Deutungsmöglichkeit ergibt sich durch das Rossstirnschild im Interkolumnium. Diese Art von Wappenschild ist vorwiegend in der italienischen Heraldik zu finden und gilt als Symbol für die Medici. Vielleicht möchte Klimt im Interkolumnium auch auf die Rolle der Medici als Kunstmäzene in Dantes Heimatstadt Florenz verweisen. Die für das Wappen der Medici kennzeichnenden Farben gold, rot und blau sowie dominieren Klimts rechtes Zwickelbild. Ferner ist die Lilie sowohl ein Element im Familienwappen als auch in diesem Bild.

## Vorbilder und Nachwirkung

### Vorbilder
In Bezug auf die Zwickelbilder konnten zwei Werke aus der Galerie der Akademie der bildenden Künste Wien als Vorbilder identifiziert werden: Marco Palmezzanos Portrait einer jungen Mannes (um 1490) sowie die Antonio da Fabriano zugeschriebene Krönung Mariä (1452, ursprünglich Gentile da Fabriano zugeschrieben). Letztere inspirierte Klimt zum Blumenmuster des Kleides. Die Blumengirlanden und Engelsköpfe auf dem Fries des linken Zwickelbildes erinnern an den Stil Luca della Robbias.

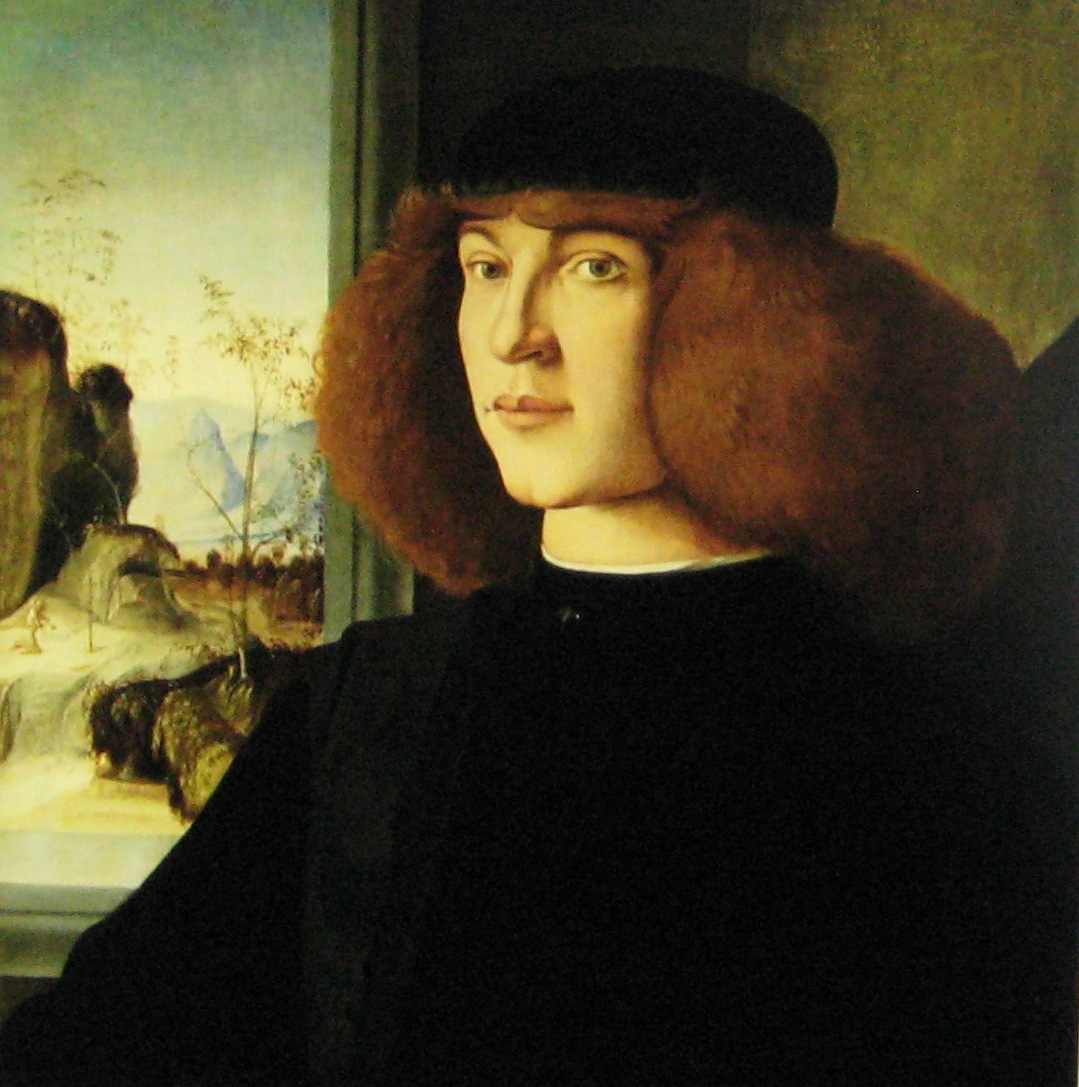
Marco Palmezzano: Portrait eines jungen Mannes, um 1490.
Antonio da Fabriano (zugeschrieben): Krönung Mariä, 1452.
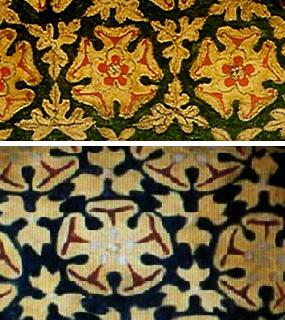
Vergleich der Stoffmuster in Da Fabrianos Krönung Mariä (oben) und G. Klimts Altitalienische Kunst (unten)

### Nachwirkung
Die Darstellung der Frau im rechten Zwickelbild der Altitalienischen Kunst ist ein frühes Beispiel für die Trennung von Körperteilen und dekorativen Elementen (Gewänder, gemusterte Bildhintergründe o. ä.). Dieses künstlerische Gestaltungsprinzip ist kennzeichnend für Klimts spätere Werke, wie z. B. Judith (1901),  Adele Bloch-Bauer I  (1907) und  Der Kuss  (1908/09).